# René Lalique
René Jules Lalique (Ay, 6 de abril de 1860 – Paris, 1 de maio de 1945) foi um mestre vidreiro, vitralista, ourives e joalheiro francês.
Ficou bastante conhecido por suas originais criações em joias, frascos de perfume, copos, taças, candelabros, relógios, entre outros, no estilo modernista, (Art nouveau e Art déco). A fábrica que fundou ainda funciona. René ajudou a definir a estética do movimento da Art Nouveau, com suas joias e peças de vidro.

## Biografia
René nasceu em Ay, em 1860. Era filho de Auguste Jules Lalique e Olympe Berthélémy. Sua neta, Marie Claude-Lalique (1935-2004), também trabalha com vidro. Quando tinha dois anos, sua família se mudou para os subúrbios de Paris, ainda que voltassem a Ay para os feriados. Estas viagens o influenciaram posteriormente a trabalhar com vidraria naturalista.
Em 1872, aos 12 anos, René ingressou no Collège Turgot, onde teve aulas de desenho. Aos 16 anos, pouco antes da morte de seu pai, René se tornou aprendiz do ourives Louis Aucoc, em Paris. Nesta época, René morava com sua mãe na Rue Chapon, Paris e René ficou responsável pela renda da casa. ele estudou na Ecole des Arts Décoratifs de Paris, onde ficou por dois anos, passando mais dois anos no Sydenham Art College, em Londres, onde trabalhou com ourivesaria aprendida com Aucoc. Em Londres, seus talentos com design gráfico foram aprimorados e seu trabalho naturalista com joias se desenvolveu.
Em seu retorno da Inglaterra, René começou a trabalhar como designer freelance para joalherias como a Jacta, Boucheron, Cartier e Gariod. Em 1885, torna-se gerente da oficina do joalheiro Jules Destape e, no ano seguinte, René abriu sua própria joalheria.

## Carreira
Em 1882 começou a fazer designs independentes para muitas casas de joias de Paris, e em 1886 abre a sua própria joalharia. Em 1890, já era reconhecido como um dos joalheiros de Art Nouveau mais importantes de França, criando peças inovadoras para a loja La Maison de l'Art Nouveau de Samuel Bing, em Paris.
René ficou bastante conhecido por suas criações em vidro. Em 1929, ele era reconhecido por seu trabalho no estilo Art decó e foi responsável pelas colunas e paredes trabalhadas em vidro que decoravam o grande salão e o salão de jantar do SS Normandie, além da decaoração da igreja de St Matthew, em Millbrook, na Inglaterra.
René foi o primeiro a esculpir em vidro para obras monumentais, como as portas do Hotel Alberto I de Paris ou as fontes dos Champs-Élysées. Depois de ter aberto sua própria loja na Place Vendôme, de Paris, René criou frascos de perfume em vidro, sendo assim o primeiro a imaginar a comercialização de um produto de luxo com o refinamento de uma embalagem igualmente delicada. Mas também pensou em produzir tais objetos em série, fazendo a sua arte acessível a um número crescente de pessoas.
Em 1914, com a deflagração da Primeira Guerra Mundial, René reconverteu a sua fábrica de vidro para produzir material médico para hospitais e farmácias. René não se contentava em apenas desenhar seus modelos e  assi, construiu também uma fábrica em Wingen-sur-Moder para produzir em grandes quantidades, patenteando diversos processos novos de fabrico de vidro e vários efeitos técnicos, como o satinado Lalique ou o vidro opalescente.
Em 1921, René abriu uma nova fábrica, resultado no aumento de pedidos por seu trabalho. A fábrica ainda existe e se localiza em Wingen-sur-Moder, na Alsácia. Neste período, o estilo art decó estava no auge e em 1925 haveria uma exposição mundial, da qual René participou, com um grande pavilhão adornado com uma fonte de 14m de altura, desenhada pelo próprio René.
René foi o responsável pelas decorações em vidro do Expresso do Oriente e seu vagão presidencial, da Galeries Lafayette, em Paris, do Palácio Imperial do Príncipe Asaka e vários outros locais como prédios, salões de bailes e igrejas.

## Vida pessoal
Em 1884, René foi apresentado, por sua mãe, à uma mulher que depois se tornaria sua esposa. Marie-Louise Lambert era filha de Joseph Lambert e Jeanne Richenet, mas seu pai morreu pouco tempo depois, deixando Marie-Louise com um dote considerável. Sua mãe acreditava que a herança da jovem daria a René a liberdade financeira que ele tanto buscava. Ainda que o casamento não tivesse amor envolvido, René dizia que tinha sido sua melhor decisão. Os dois se casaram em 1887 e tiveram uma filha, chamada Georgette.
Seu casamento acabou em 1888, principalmente, porque René estava apaixonado por outra mulher, chamada Alice Ledru, com quem ele passou a viver a partir de 1890. Alice e René se mudaram para a Rue Thérèse, número 20, em Paris e em 1892 tiveram uma filha, Suzanne. Marie-Louise desfez o casamento, mas também tirou o apoio financeiro de René em 1898. Alice morreria em 1909, o que foi um duro golpe para René. René teve seis filhos: Marc, Raymond, Georgette-Renée, Suzanne, Renée Georgette e René-Claude.

## Últimos anos
De 1937 em diante, a saúde de René se deteriorou como resultado de uma severa artrite, que logo limitaria seus movimentos. Neste mesmo ano, ele descobriu que vinha sendo traído por sua terceira esposa, Marie-Jeanne. Em 1939, com a deflagração da Segunda Guerra Mundial, René se viu obrigado a, novamente, adaptar as funções de sua fábrica para os esforços de guerra. Porém, a Alsácia, neste período, pertencia à Alemanha e Marc Lalique, filho de René, que era o gerente da fábrica, não tinha acesso ao local por ser francês. Assim, as ordens eram dadas por cartas ou por telefone.

## Morte
René Lalique morreu em 1 de maio de 1945, em Paris, aos 85 anos. Ele foi sepultado no Cemitério do Père-Lachaise, na capital francesa.

## Galeria

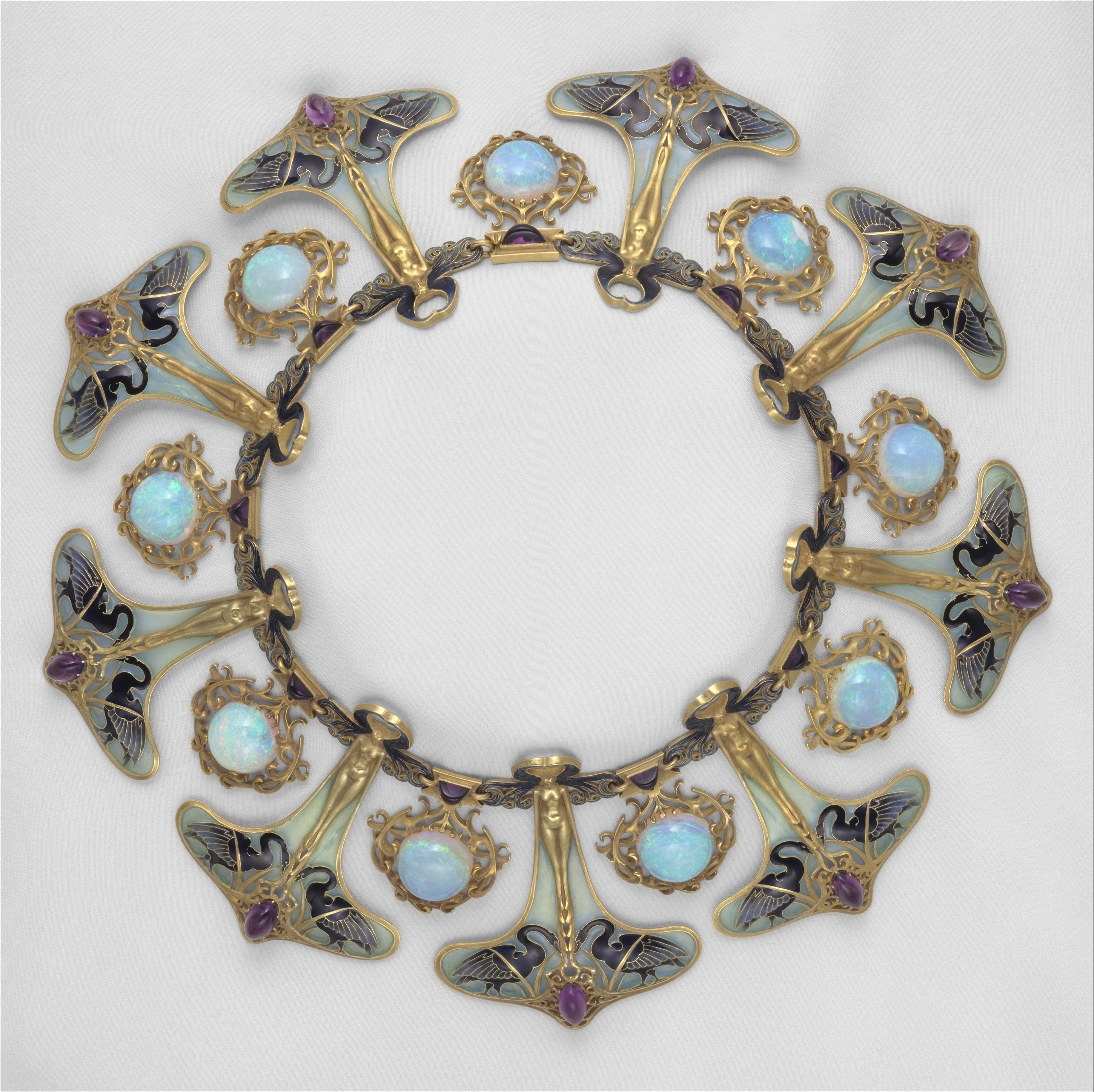
Colar, cerca de 1897–99
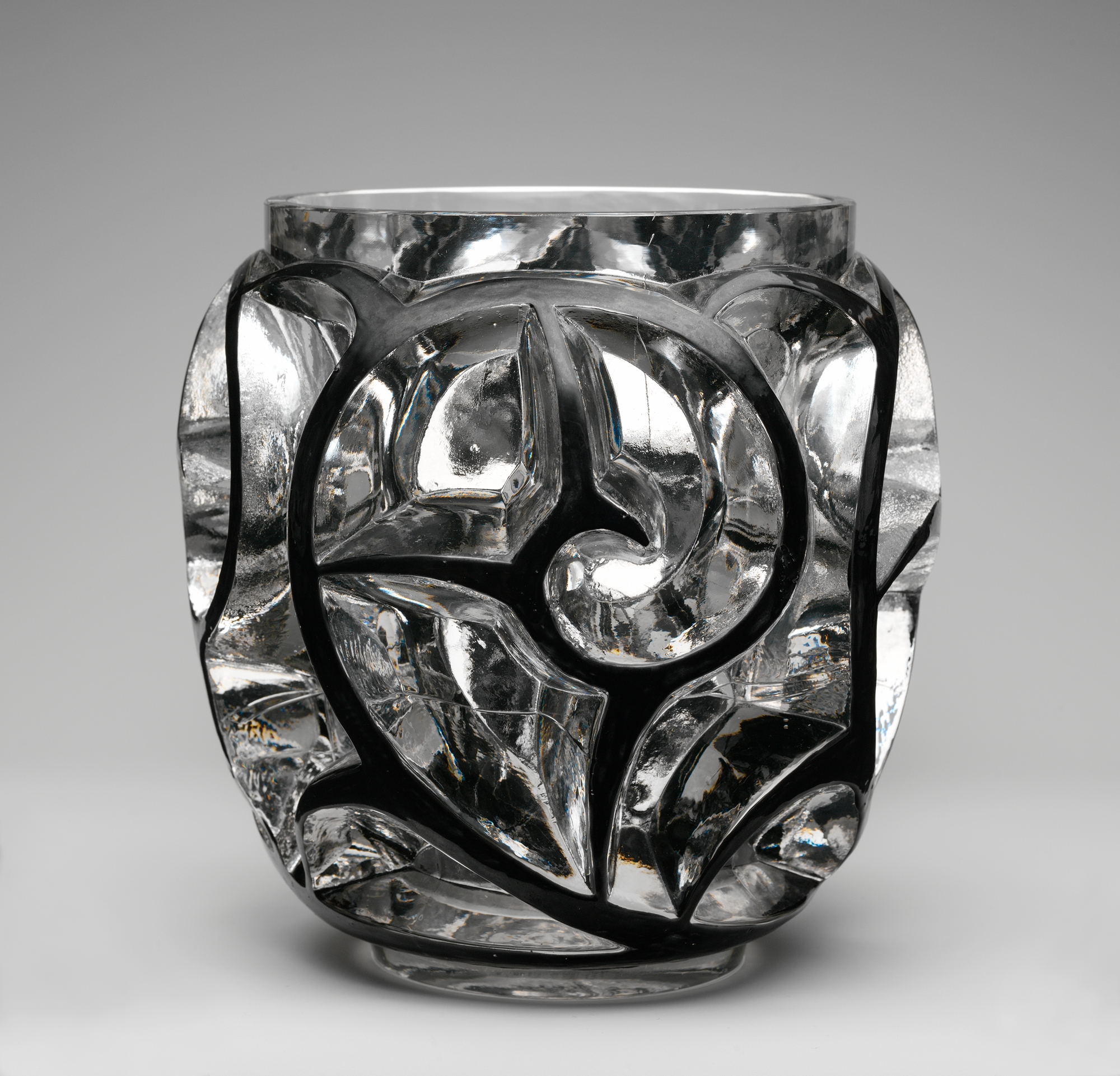
Vaso de vidro Tourbillons, 1926
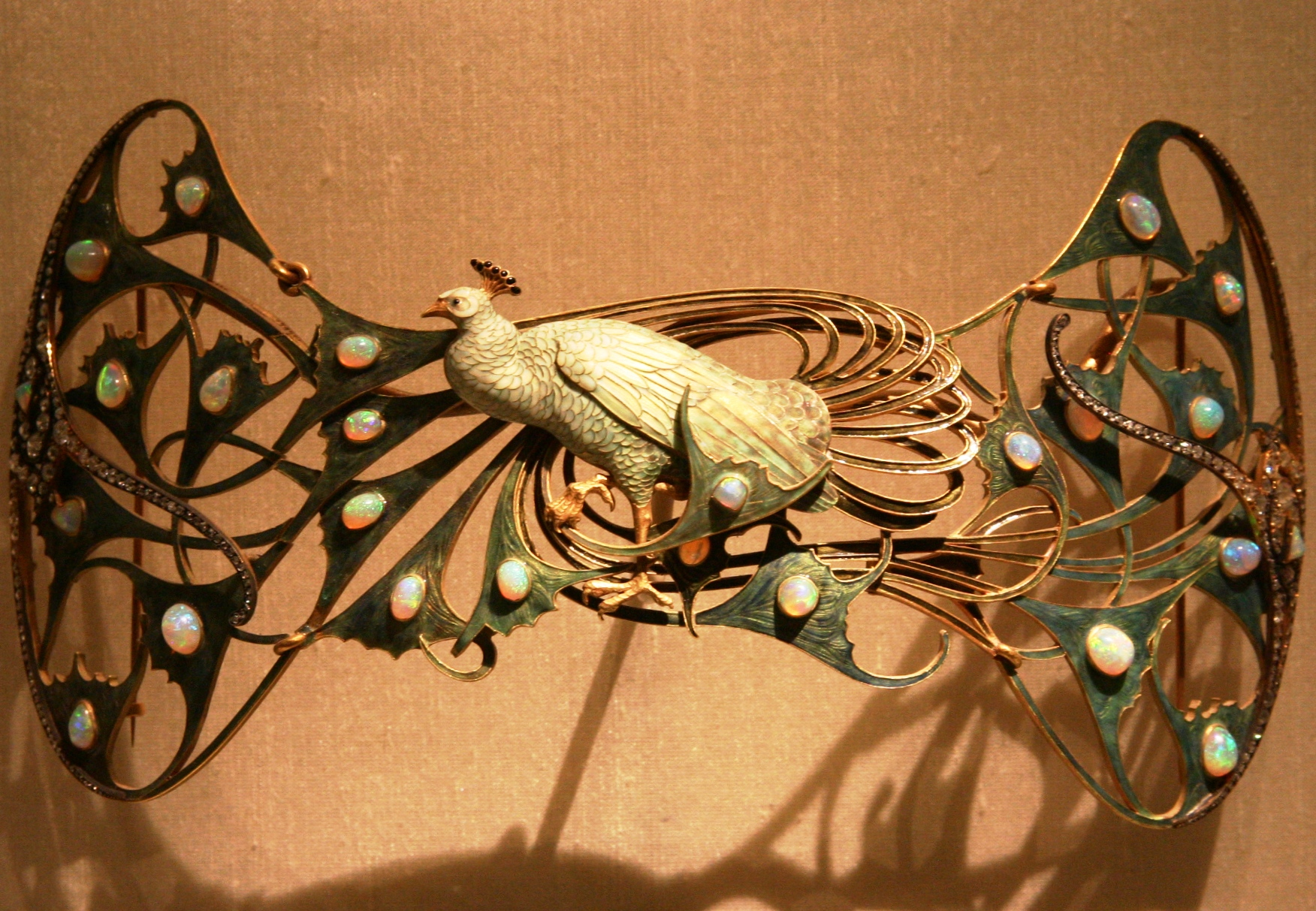
Ornamento iluminado com forma de pavão por René Lalique
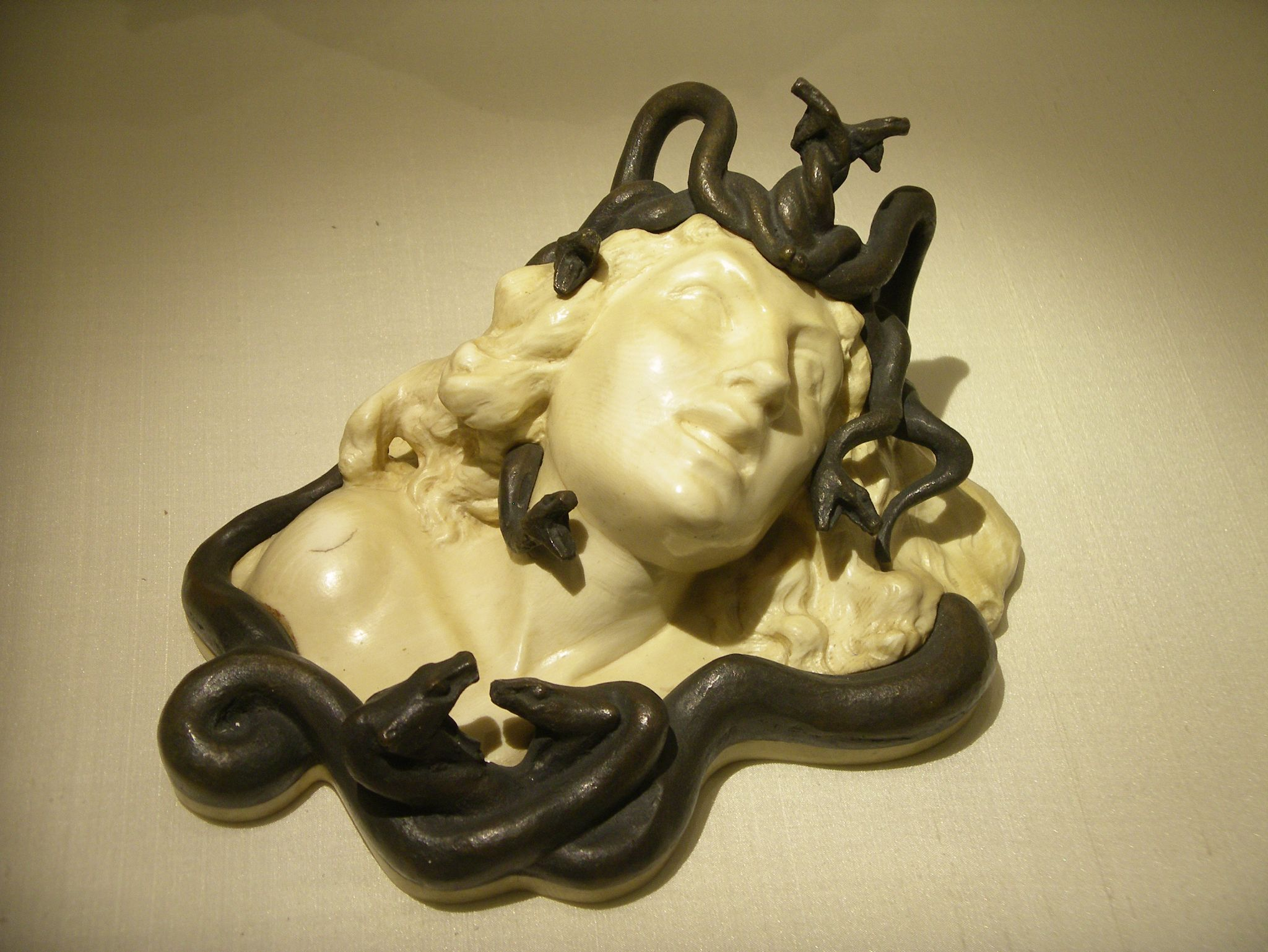
Medusa por René Lalique
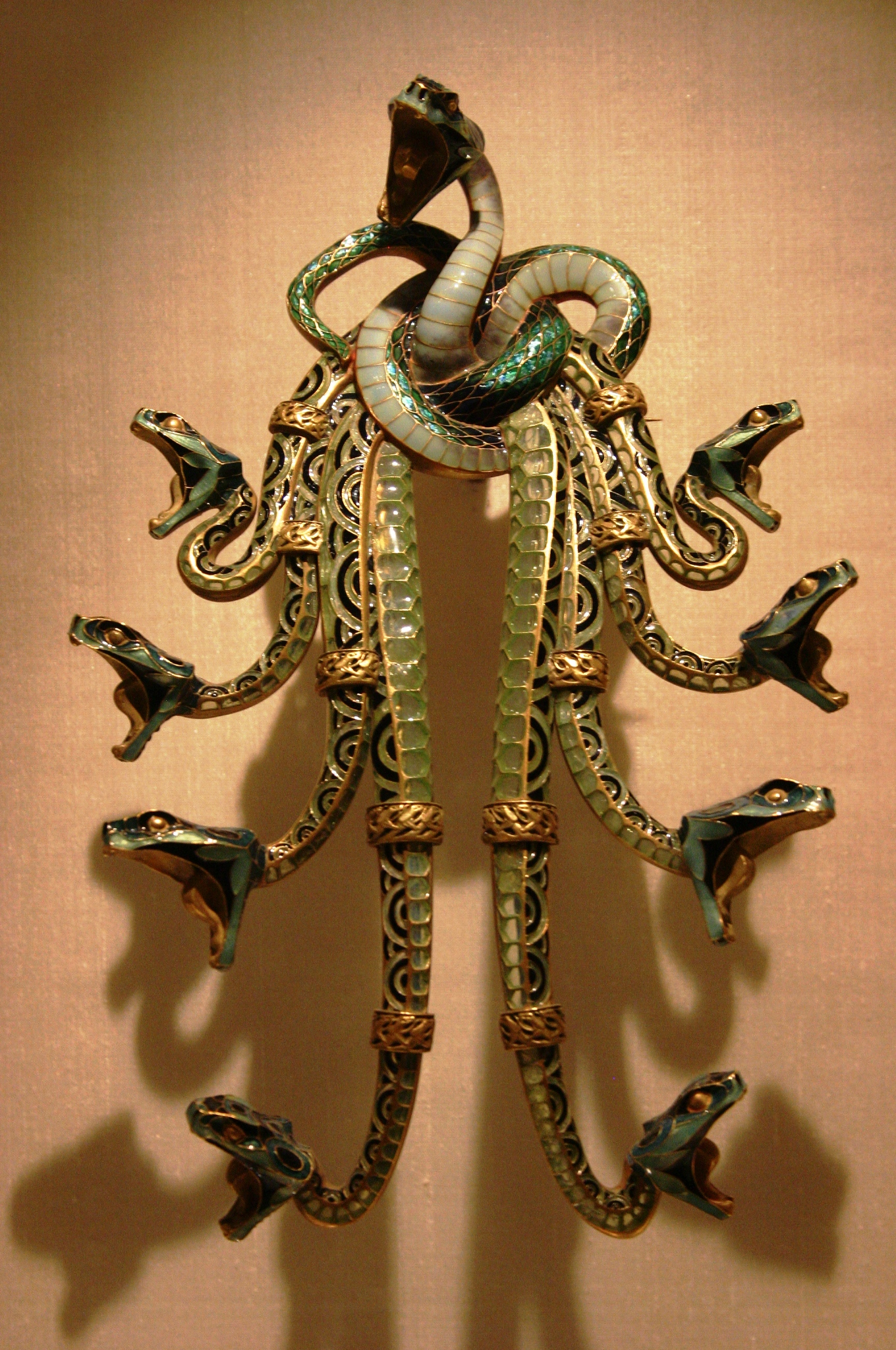
Peitoral em esmalte de René Lalique, Museu Gulbenkian, Lisboa

## Coleções
- Hessisches Landesmuseum Darmstadt
- Museu do Vidro Lalique, Doesburg
- Musée Lalique, Wingen-sur-Moder
- Museu Calouste Gulbenkian, Lisboa[6]
- Rijksmuseum Amsterdam[7]
- Schmuckmuseum Pforzheim
- Victoria and Albert Museum, Londres[8]